# Magnus Bjursten
Karl Magnus Henrik Bjursten, född 3 maj 1907 i Göteborg, död 9 april 1974 i Göteborg var en svensk konstnär.
Han studerade vid Slöjdföreningens skola 1921 till 1924, vid Valands målarskola 1925 till 1927 med Tor Bjurström som lärare och vid Maison Watteau i Paris 1927 till 1928.
Han är representerad på Moderna museet, Göteborgs konstmuseum, Göteborgs stads samlingar, Gävle och Borås museer.
Han erhöll Göteborgs stads kulturstipendium 1965